# Heinrich Schilinzky
Heinrich Schilinzky (* 6. Oktober 1923 in Riga; † 21. September 2009 in Hamburg) war ein deutsch-baltischer Maler, Grafiker und Bildhauer.

## Leben

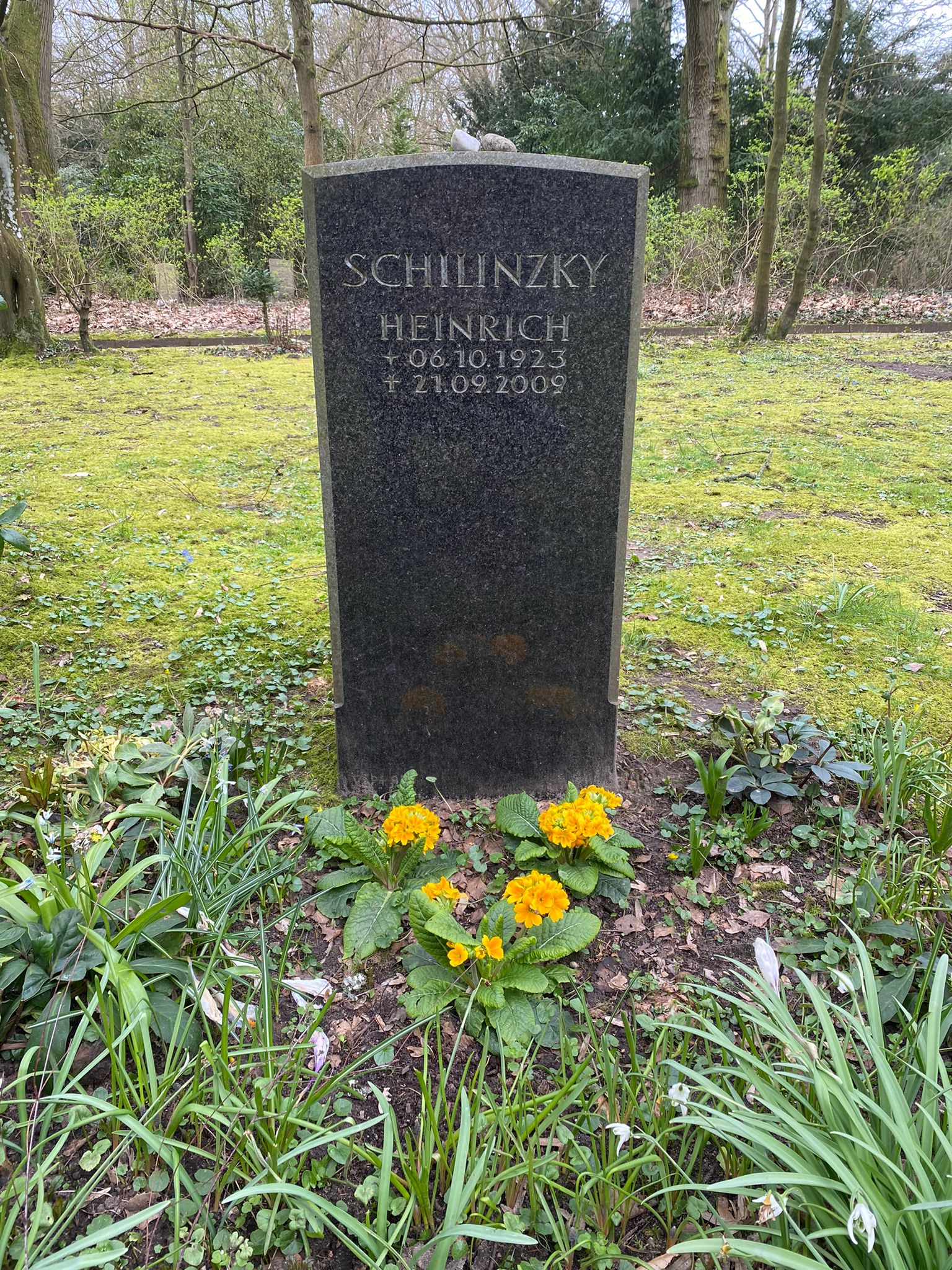
Grabstätte auf dem Friedhof Wohldorf

Heinrich Schilinzky wurde als Baltendeutscher 1939 infolge eines Zusatzprotokolls zum Deutsch-Sowjetischen Grenz- und Freundschaftsvertrag heim ins Reich nach Deutschland umgesiedelt. Ab 1942 nahm er als deutscher Soldat am Zweiten Weltkrieg teil und geriet in Kriegsgefangenschaft, aus der er 1946 zurückkehrte.
Ab 1947 studierte er an der Landeskunstschule Hamburg Gebrauchsgrafik bei Erwin Krubeck (1897–1967), Malerei bei Willi Breest sowie Karl Kluth und absolvierte das Kunsterzieherexamen. Er war ab 1955 Gymnasiallehrer und Fachseminarleiter für bildende Künste in Hamburg. Nach der Pensionierung 1986 widmete er sich der freien Malerei und Grafik.
Er war Mitglied des Bundesverbandes Bildender Künstler Hamburg und des Bundes Deutscher Kunsterzieher (heute BDK Fachverband für Kunstpädagogik). Er schuf 1958, 1964 sowie 1965 Grafiken für die Griffelkunst-Vereinigung Hamburg-Langenhorn (heute Griffelkunst-Vereinigung Hamburg). 1962 radierte er eine Reihe mit Blättern zum Thema Saint-Germain. Er hatte Ausstellungen u. a. in der Galerien Rose und Ruth Sachse in Hamburg, sowie in Berlin, Warschau und Asheville im US-Bundesstaat North Carolina. Am 21. September 2009 verstarb er 85-jährig in Hamburg und wurde auf dem dortigen Friedhof Wohldorf (Grablage VI 95) beigesetzt. 
Sein Nachlass wird vom Forum für Künstlernachlässe in Hamburg verwaltet. Er ist zudem u. a. in der Kunstsammlung der Hamburger Sparkasse vertreten.